# Lobelia imberbis
Lobelia imberbis är en klockväxtart som först beskrevs av August Heinrich Rudolf Grisebach, och fick sitt nu gällande namn av Ignatz Urban. Lobelia imberbis ingår i släktet lobelior, och familjen klockväxter.
Artens utbredningsområde är Kuba. Inga underarter finns listade i Catalogue of Life.